# Керролл (округ, Міссісіпі)
Шаблон:StateAbbr_ 33°27′ пн. ш. 89°55′ зх. д. / 33.45° пн. ш. 89.92° зх. д.
Округ  Керролл (англ. Carroll County) — округ (графство) у штаті Міссісіпі, США. Ідентифікатор округу 28015.

## Історія
Округ утворений 1833 року.

## Демографія
За даними перепису 
2000 року 
загальне населення округу становило 10769 осіб, усе сільське.
Серед мешканців округу чоловіків було 5364, а жінок — 5405. В окрузі було 4071 домогосподарство, 3068 родин, які мешкали в 4888 будинках.
Середній розмір родини становив 3,01.
Віковий розподіл населення поданий у таблиці:
| Стать    | До 15 років | 15-21 | 22-29 | 30-39 | 40-49 | 50-65 | 65-85 | Понад 85 |
| -------- | ----------- | ----- | ----- | ----- | ----- | ----- | ----- | -------- |
| Чоловіки | 1098        | 617   | 532   | 721   | 795   | 988   | 552   | 61       |
| Жінки    | 1021        | 524   | 456   | 727   | 841   | 988   | 726   | 122      |

## Суміжні округи
- Ґренада — північ
- Монтгомері — схід
- Аттала — південний схід
- Голмс — південний захід
- Лефлор — захід

## Виноски
1. ↑  US Decennial Census. US Census Bureau. Архів оригіналу за 26 квітня 2015. Процитовано 25 січня 2020.
2. ↑  Historical Census Browser. University of Virginia Library. Архів оригіналу за 11 Серпня 2012. Процитовано 3 листопада 2014.
3. ↑  Population of Counties by Decennial Census: 1900 to 1990. US Census Bureau. Архів оригіналу за 28 Грудня 2014. Процитовано 3 листопада 2014.
4. ↑  Census 2000 PHC-T-4. Ranking Tables for Counties: 1990 and 2000 (PDF). US Census Bureau. Архів оригіналу (PDF) за 18 Грудня 2014. Процитовано 3 листопада 2014.
5. ↑  State & County QuickFacts. US Census Bureau. Архів оригіналу за 8 липня 2011. Процитовано 3 вересня 2013.(англ.) Наведено за англійською вікіпедією.
6. ↑  American FactFinder. Бюро перепису населення США. Архів оригіналу за 29 липня 2011. Процитовано 31 січня 2008.

| США | Це незавершена стаття з географії США. Ви можете допомогти проєкту, виправивши або дописавши її. |